# Bryonora peltata
Bryonora peltata är en lavart som beskrevs av Øvstedal. Bryonora peltata ingår i släktet Bryonora och familjen Lecanoraceae.   Inga underarter finns listade i Catalogue of Life.